# Hydrotermální erupce

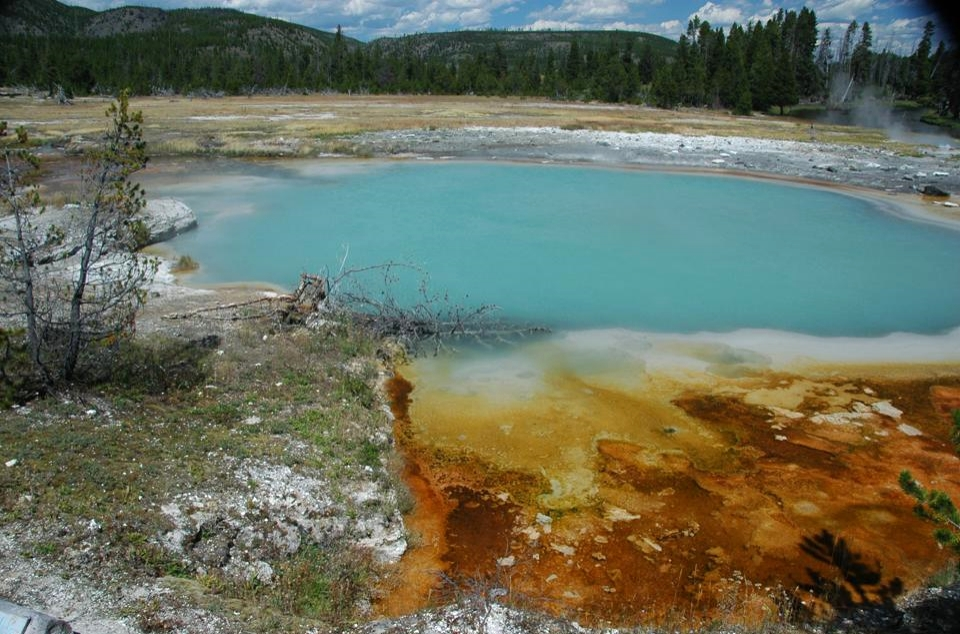
Termální pramen Black Diamond Pool v Yellowstonském národním parku, zodpovědný za slabou hydrotermální erupci dne 23. července 2024.

Hydrotermální erupce (nebo také hydrotermální výbuch) je ojedinělý a prudký výron přehřáté hydrotermální vody, páry, bahna a úlomků hornin. Dochází k němu při náhlém poklesu tlaku, následkem čeho voda rychle expanduje do plynného skupenství. Princip fungování je podobný gejzírům, ale na rozdíl od nich je uvolněná energie dostatečně vysoká na to, aby došlo k mechanickému rozrušení nadložní či okolní horniny a vyvržení jejích úlomků. V závislosti na síle erupce může dojít vytvoření kráteru o průměru několik metrů až kilometrů a k vystřelení kusů hornin na vzdálenost desítek metrů až několik kilometrů.  Zpravidla se vyskytují ve vulkanicky aktivních oblastech. Na rozdíl od sopečných erupcí jsou iniciovány podzemním hydrotermálním systémem, nezávisle na hlouběji umístěném magmatu či jeho výstupu směrem k povrchu. Ve většině případů tudíž neodráží změny magmatického systému sopečné oblasti.

## Příčiny
K hydrotermálním výbuchům dochází v oblastech s izolovanými podzemními rezervoáry, obsahujícími buď vodu ohřátou nad běžnou teplotu varu (tj. až 250 °C), nebo horkou vodu s velkým množstvím rozpuštěného plynu. Náhlý pokles tlaku vede k prudké změně skupenství na plynné, což způsobí uvolnění přebytečné energie v podobě vyvržení části obsahu rezervoáru do okolí, včetně bahna a kusů hornin.
Hydrotermální erupce jsou principem podobné freatickým erupcím, přesto se od sebe liší způsobem vzniku. Freatické erupce jsou produkovány explozivní expanzí podzemní vody v páru, vlivem náhlého nárůstu tepla, které generuje k povrchu stoupající magma (ovšem bez přímého kontaktu s ním). Hydrotermální erupce jsou důsledkem explozivní expanze hydrotermální vody do plynného skupenství, bez jakékoliv přítomnosti magmatu či změn v hlouběji umístěném magmatickém systému.
Mezi možné příčiny patří zemětřesení, eroze nebo hydraulické štěpení. Další příčinou byl na konci poslední doby ledové ústup ledovců.

## Yellowstonský národní park

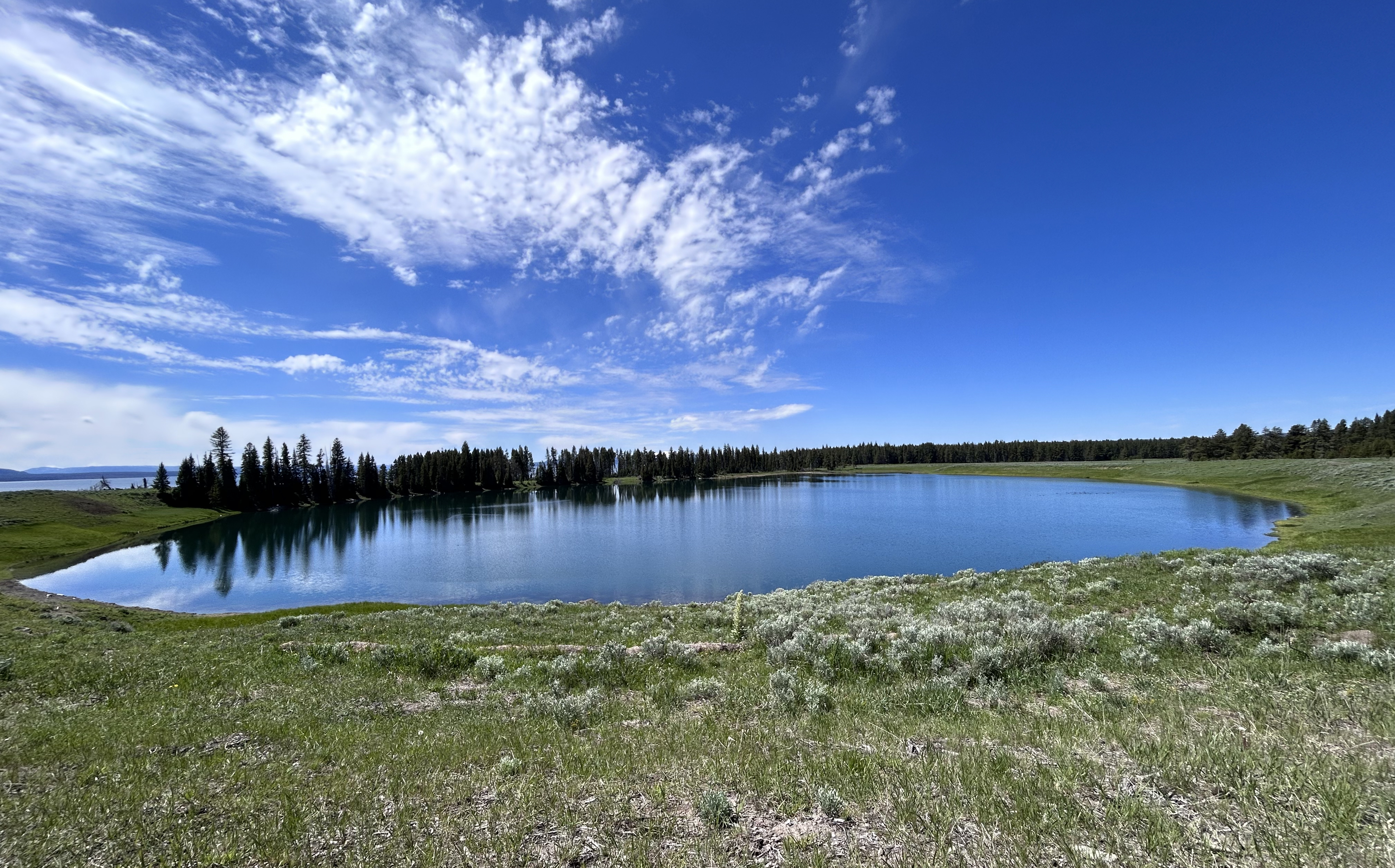
Jezero Indian Pond o průměru 400 metrů vzniklo před 3 tisíci lety.

V Yellowstonské kaldeře v USA se slabé hydrotermální erupce vyskytují několikrát za rok. Většina z nich proběhne v odlehlých částech parku a tím uniknou přímé pozornosti. Naopak k silným hydrotermálním erupcím, formujícím krátery o průměru větším než 100 m, dochází v oblasti průměrně jednou za 700 let. Při nich mohly být kusy hornin vystřeleny až do vzdálenosti 3-4 km. Nárůst těchto událostí nastal na konci poslední doby ledové, kdy z Yellowstonské plošiny ustoupil 1 km silný ledovec, který svou váhou přitěžoval zemský povrch.
Největší kráter po hydrotermální erupci na světě, se nachází v Yellowstonském jezeře, kde tvoří zátoku Mary. Vznikl před 13 tisíci lety a jeho průměr činí 2,5 kilometru.

## Rizika
Mezi nebezpečí těchto výronů patří samotná vroucí voda a přehřátá pára, schopné způsobit rozsáhlé popáleniny kůže. Dalším rizikem jsou po balistické křivce letící kusy hornin, kdy i slabé erupce jsou schopné vystřelit úlomky o průměru více než 10 cm do vzdálenosti desítek metrů. Zásah může člověku způsobit vážná zranění či ho usmrtit. Dopadový rádius u silných hydrotermálních výbuchů činí 3-4 km. Zároveň pokud se odehrají ve vodách vodní plochy, vyvstává další nebezpečí v podobě lokální vlny tsunami.